# 8493 Yachibozu
8493 Yachibozu este un asteroid din centura principală, descoperit pe 30 ianuarie 1990, de Masanori Matsuyama și Kazuo Watanabe.